# Jean-Édouard Lawton
Pour les articles homonymes, voir Lawton.
Jean Édouard Lawton (6 novembre 1791, Bordeaux - 1er juillet 1863, Bordeaux), est un homme politique français.

## Biographie
D'une famille d'origine irlandaise établie à Bordeaux en 1739 pour s'occuper du courtage des vins, il est élu député de la Gironde (Lesparre) le 1er août 1846.
Il prend place dans la majorité conservatrice, soutient la politique de Guizot, et rentra dans la vie privée en 1848.

### Sources
- « Jean-Édouard Lawton », dans Adolphe Robert et Gaston Cougny, Dictionnaire des parlementaires français, Edgar Bourloton, 1889-1891 [détail de l’édition]
- « Chronique familiale des Lawton », (dont généalogie sur 10 génération - L'aristocratie du bouchon), sur bertrand.auschitzky.free.fr (consulté le 8 juillet 2020).
- Alain Blondy (préf. Jean-Pierre Poussou), Les Lawton : Une dynastie bordelaise du vin, Bordeaux, co-édition Studio Ausone Mollat et Le Festin, mai 2020, 192 p. (ISBN 978-2-36062-262-7, présentation en ligne)